# État de Cojedes
Pour les articles homonymes, voir Cojedes (homonymie).
L'État de Cojedes est l'un des 23 États du Venezuela. Sa capitale est San Carlos. En 2011, sa population s'élève à 323 165 habitants.

## Étymologie
Le mode cojedes provient d'une langue caribe qui signifie « ville de céramique » ou « ville de potiers », nom que possède également le río Cojedes, l'un des plus importants cours d'eau de la région.

## Histoire

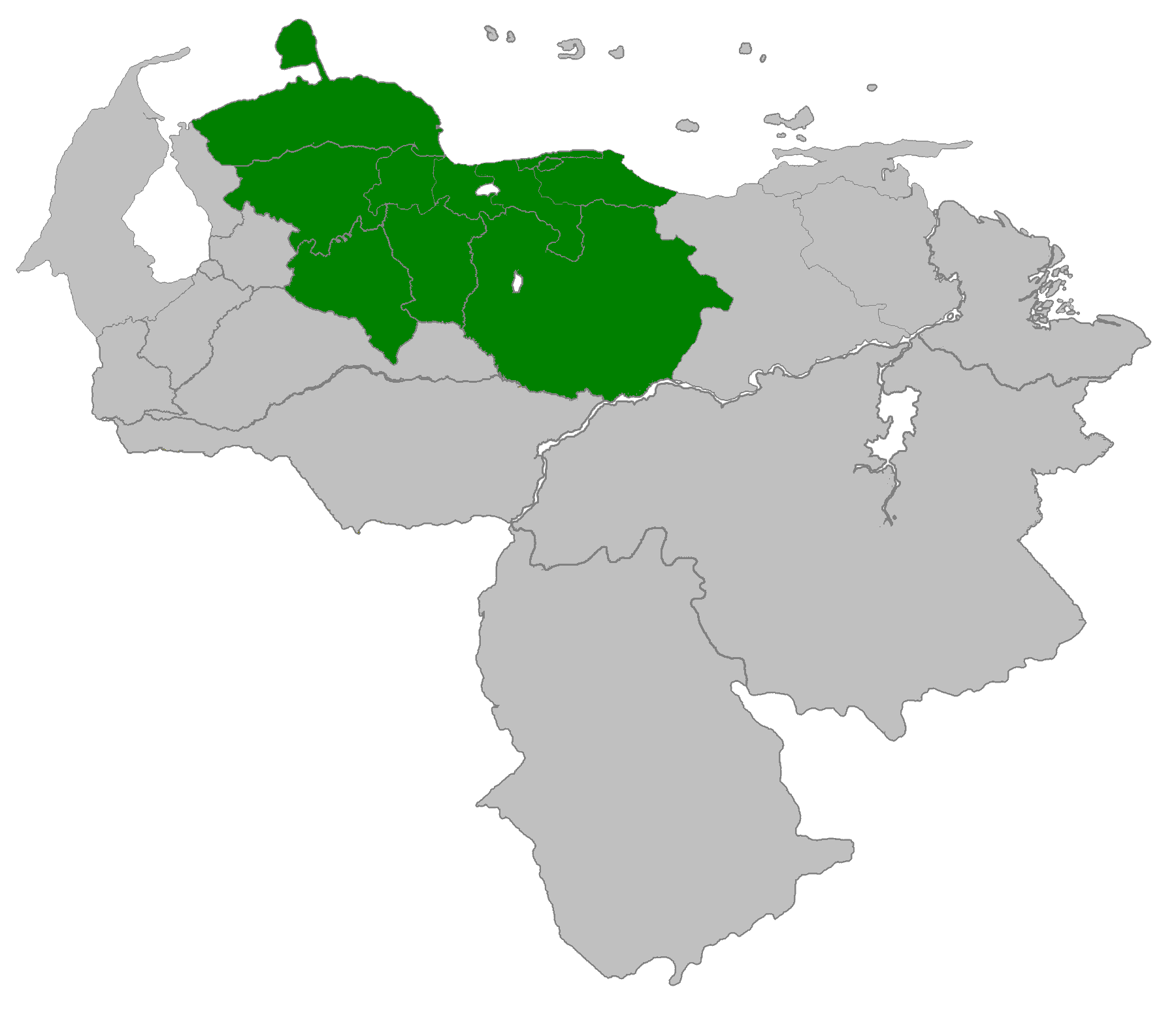
La province de Caracas, ici dans ses limites entre 1676 et 1810, intègre l'actuel État jusqu'à la création de la province de Carabobo en 1824.

La ville d'El Pao est fondée dès 1661 tandis que l'actuelle capitale San Carlos n'est fondée qu'en 1760 par les Frères Gabriel de San Lucas et Salvador de Cádiz, sous le nom de San Carlos de Austria. C'est ce 18e siècle qui voit la fondation de plusieurs villes de l'État, dont Santa Clara de Caramacate par le Frère Cirilo Bautista de Sevilla en 1750 et Nuestra Señora de la Chiquinquirá de El Tinaco, aujourd'hui Tinaco, fondée par le Frère Pablo de Orihuela en 1754, le tout sous la juridiction et l'administration de la province de Caracas, avec le statut de canton. Le territoire constitue la partie méridionale de la province de Carabobo à sa création en le 24 juin 1824, puis s'affranchit en 1855, avec la création de la nouvelle province de Cojedes le 3 mars par l'Assemblée législative, avec San Carlos comme capitale, et divisée en trois cantons, Pao, San Carlos et Tinaco.
Le 28 mars 1864, la province devient l'un des États-Unis-du-Venezuela, selon les dispositions de la Constitution, puis fusionne le 20 décembre 1865 avec le Carabobo jusqu'au 29 juillet 1872 quand l'État recouvre son indépendance sous son nom actuel. Le 30 avril 1879, il est intégré au Grand État du Sud (Gran Estado del Sur, en espagnol) composé des actuels États de Barinas alors Zamora, Carabobo, Portuguesa et le département de Nirgua aujourd'hui municipalité de Nirgua dans l'actuel État d'Yaracuy. Le nom de l'État est modifié à plusieurs reprises, d'abord en Grand État du Sud de l'Ouest (Gran Estado del Sur del Occidente, en espagnol) le 10 mai 1880 puis État de Zamora le 17 septembre 1881, et de nouveau État de Cojedes le 27 avril 1899. Le 3 août 1900, il est brièvement annexé par le Zamora, jusqu'au 29 mars 1901, puis de nouveau du 27 avril 1904 au 5 août 1909, date à laquelle il recouvre son indépendance, qu'il a gardée depuis lors.

## Démographie, société et religions

### Démographie
Selon l'Institut national de la statistique (Instituto Nacional de Estadística en espagnol), la population a augmenté de 27.68 % entre 2001 et 2011 et s'élève à 323 165 habitants lors de ce dernier recensement :
| 2001    | 2011    |
| ------- | ------- |
| 253 105 | 323 165 |

## Administration et politique

### Subdivisions
L'État est divisé en neuf municipalités totalisant 15 paroisses civiles :
| Municipalité                                       | Localisation | Chef-lieu  | Nombre de paroisses civiles | Paroisses civiles                                                                          | Population (2001) | Population (2011) |
| -------------------------------------------------- | ------------ | ---------- | --------------------------- | ------------------------------------------------------------------------------------------ | ----------------- | ----------------- |
| Anzoátegui                                         |              | Cojedes    | 2                           | Cojedes (Cojedes) Juan de Mata Suárez (Apartaderos)                                        | 14 044            | 17 030            |
| Ezequiel Zamora anciennement San Carlos de Austria |              | San Carlos | 3                           | San Carlos de Austria (San Carlos) Juan Angel Bravo (La Sierra) Manuel Manrique (Manrique) | 83 957            | 106 760           |
| Falcón                                             |              | Tinaquillo | 1                           | Tinaquillo (Tinaquillo)                                                                    | 73 584            | 97 687            |
| Girardot                                           |              | El Baúl    | 2                           | El Baúl (El Baúl) Sucre (Sucre)                                                            | 10 186            | 11 906            |
| Lima Blanco                                        |              | Macapo     | 2                           | Macapo (Macapo) La Aguadita (La Aguadita)                                                  | 7 825             | 9 454             |
| Pao de San Juan Bautista                           |              | El Pao     | 1                           | El Pao (El Pao)                                                                            | 13 532            | 16 810            |
| Ricaurte                                           |              | Libertad   | 2                           | Libertad de Cojedes (Libertad) El Amparo (El Amparo)                                       | 10 663            | 12 657            |
| Rómulo Gallegos                                    |              | Las Vegas  | 1                           | Rómulo Gallegos (Las Vegas)                                                                | 12 587            | 18 297            |
| Tinaco                                             |              | Tinaco     | 1                           | General en Jefe José Laurencio Silva (Tinaco)                                              | 26 727            | 32 564            |
| Total                                              |              |            | 15                          |                                                                                            | 253 105           | 323 165           |

### Organisation des pouvoirs
Le pouvoir exécutif est l'apanage du gouverneur. L'actuel gouverneur est José Alberto Galíndez, depuis le 22 novembre 2021.
| Photo | Scrutin | Période                    | Nom du gouverneur         | Parti politique | Résultat électoral | Notes                                                 |
| ----- | ------- | -------------------------- | ------------------------- | --------------- | ------------------ | ----------------------------------------------------- |
|       | 1989    | 1989-1992                  | José Gerardo Lozada       | AD              | 47.56 %            | Premier gouverneur élu aux élections directes         |
|       | 1992    | 1992-1995                  | José Felipe Machado       | Copei           | 44.32 %            |                                                       |
|       | 1995    | 1995-1998                  | José Alberto Galíndez     | AD              | 45.39 %            |                                                       |
|       | 1998    | 1998-2000                  | José Alberto Galíndez     | AD              | 54.14 %            |                                                       |
|       | 2000    | 2000-2004                  | Jhonny Yánez Rangel       | MVR             | 49.36 %            |                                                       |
|       | 2004    | 2004-2008                  | Jhonny Yánez Rangel       | MVR             | 56.12 %            |                                                       |
|       | 2008    | 2008-2012                  | Teodoro Bolívar Caballero | PSUV            | 52.42 %            |                                                       |
|       | 2012    | 2012-2016                  | Erika Farías              | PSUV            | 63.43 %            |                                                       |
|       | -       | 2016-2017                  | Margaud Godoy             | PSUV            | -                  | nomination après que Erika Farías est nommée ministre |
|       | 2017    | 2017 - 2021                | Margaud Godoy             | PSUV            | 55.68 %            |                                                       |
|       | 2021    | Depuis le 22 novembre 2021 | José Alberto Galíndez     | MUD             | 48.52 %            | Actuel gouverneur                                     |

## Sources
- (es) Cet article est partiellement ou en totalité issu de l’article de Wikipédia en espagnol intitulé « Estado Cojedes » (voir la liste des auteurs).

- (es) Cet article est partiellement ou en totalité issu de l’article de Wikipédia en espagnol intitulé « Anexo:Gobernador de Cojedes » (voir la liste des auteurs).

- (es) Cet article est partiellement ou en totalité issu de l’article de Wikipédia en espagnol intitulé « Tinaco » (voir la liste des auteurs).

- (es) Cet article est partiellement ou en totalité issu de l’article de Wikipédia en espagnol intitulé « Provincia de Carabobo » (voir la liste des auteurs).